# Meşəkənarı
Meşəkənarı è un comune dell'Azerbaigian situato nel distretto di Masallı.   